# Luis César Ortiz Aquino
Luis César Ortiz Aquino (Asunción, 25 d'agost de 1949) és un exfutbolista paraguaià de la dècada de 1970.

## Trajectòria
Jugava a la posició de defensa central. Va jugar al Cerro Porteño d'Asunción des d'on fou fitxat pel RCD Espanyol l'any 1973. Fou un dels molts paraguaians que arribaren a l'Espanyol de Manuel Meler durant la dècada de 1970, com Juvencio Osorio, Roberto Cino o Gato Fernández. En total jugà a l'Espanyol durant cinc temporades, fins al 1978, un total de 104 partits de lliga en els quals marcà 6 gols. També jugà quatre partits a la Copa de la UEFA. Posteriorment retornà a Amèrica per jugar al Deportivo Cuenca i al Portuguesa Fútbol Club de Veneçuela.
Fou internacional amb la selecció de futbol del Paraguai en 13 ocasions, i dos més amb la selecció de Catalunya.